# Live Report
Live Report — британская поп-группа, представители Великобритании на конкурсе песни Евровидение-1989.

## История
Группа образовалась в 1989 году под первоначальным названием «Midnight Blue» для участия на национальном отборе для конкурса Евровидение. В коллектив входили Рэй Каруана (англ. Ray Caruana), Джон Биби (англ. John Beeby), Брайан Ходгсон (англ. Brian Hodgson), Мэгги Джей (англ. Maggie Jay) и Питер Мэй (англ. Peter May).
Музыканты стали финалистами отборочного конкурса на телеканале BBC «A Song for Europe», а вскоре стали его победителями, получив 111 996 голосов, значительно опередив при этом фаворитку конкурса Джули Си, набравшую 51 449 очков. Эта победа позволила Midnight Blue (через некоторое время сменивших своё название на Live Report) представлять свою страну на конкурсе песни Евровидение 1989, который должен был пройти в Лозанне (Швейцария).
На конкурсе группа выступила под седьмым номером с композицией «Why do I always get it wrong?» (с англ. — «Почему я всё время ошибаюсь?»). Песня была оценена весьма высоко: исполнители финишировали вторыми, набрав 130 баллов. В том году Великобритания ещё более прочно укрепила за собой звание одной самых успешных участниц на Евровидении, второй год подряд занимая второе место.
Несмотря на успех группы на песенном фестивале, песня «Why do I always get it wrong?» не имела особого успеха у британских слушателей. Композиция стала пятой из не вошедших в Top-40 песен среди когда-либо исполнявшихся на Евровидении, получив лишь максимальную 56-ю позицию.
Из-за низкого коммерческого успеха Live Report распались вскоре после Евровидения. В 1994 году Рэй выступил на национальном мальтийском отборе на Евровидение с песней «Scarlet Song», в итоге став вторым. Сейчас он активно выступает у себя на родине в Мальте с кавер-версиями песен Сэмми Дэвиса. Карьеры остальных бывших участников группы прошли не столь заметно.